# Swingfire
Swingfire var en brittisk pansarvärnsrobot utvecklad under 1960-talet för att ersätta det äldre robotsystemet Vickers Vigilant. Namnet kommer av robotens förmåga att avfyras i en riktning för att sedan snabbt svänga åt det håll som skyttens sikte pekar. Eftersom siktet var portabelt och ansluts till eldenheten via kabel kunde roboten avfyras från skydd utan att röja skytten. Även en flygburen variant kallad Hawkswing utvecklades för Westland Lynx, men den klarade inte konkurrensen av de mer kompetenta robotsystemen TOW och HOT. Det var framför allt siktet som var underlägset. Därför utvecklades en förbättrad variant kallad Swig (Swingfire with improved guidance) med SACLOS-sikte.
En variant kallad Golfswing utvecklades för infanteri där robot, eldenhet och löstagbart sikte var monterat på en liten tvåhjulig kärra. Systemet var för tungt för att bäras och kärran var i stort sett omöjlig att dra genom besvärlig terräng. Därför kom Swingfire uteslutande att användas av pansarfordon specialbyggda för Pansarvärnsrollen. Ferret Mk.5 hade ett torn med två Swingfire-robotar på varje sida. FV102 Striker hade en piedestal med fem robotar och ytterligare fem robotar i lastutrymmet. FV438 Swingfire hade bara två avfyringstuber, men de kunde å andra sidan laddas om från insidan av fordonet där det fanns plats för fjorton robotar. I samtliga fall sitter avfyringstuberna skyddade under en pansarplåt i transportläge och fälls upp 35° för avfyring.
År 2005 beslutades att Swingfire skulle ersättas av FGM-148 Javelin.

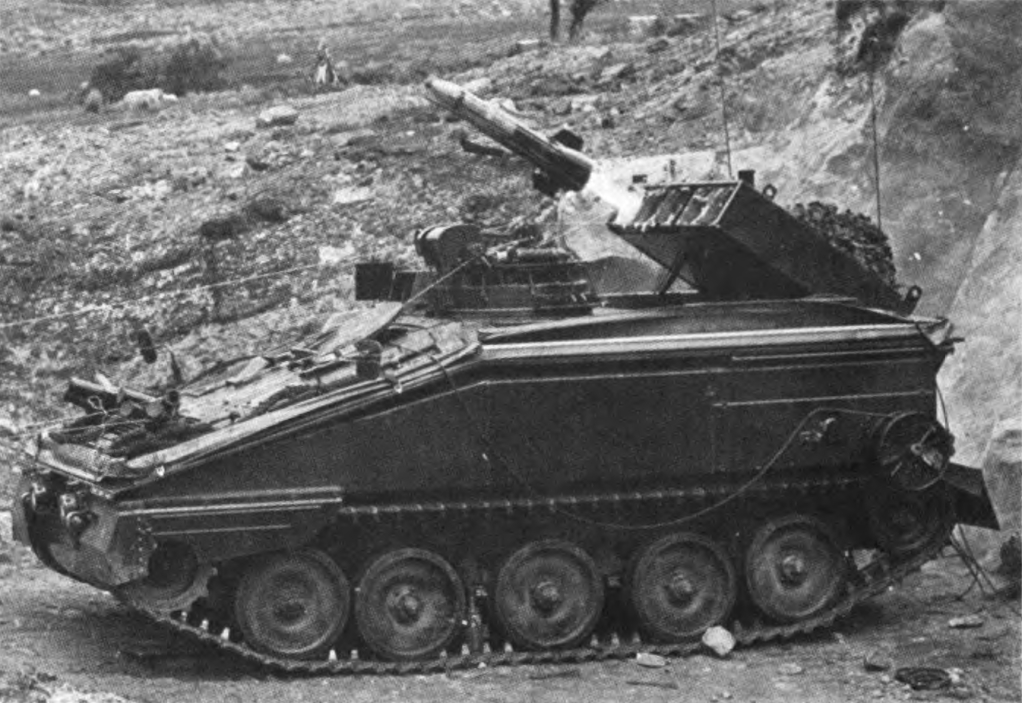
En FV102 Striker avfyrar en Swingfire-robot.